# Trupanea sirhindiensis
Trupanea sirhindiensis är en tvåvingeart som beskrevs av Agarwal och Kapoor 1988. Trupanea sirhindiensis ingår i släktet Trupanea och familjen borrflugor. Inga underarter finns listade i Catalogue of Life.